# Pohádka o caru Saltánovi

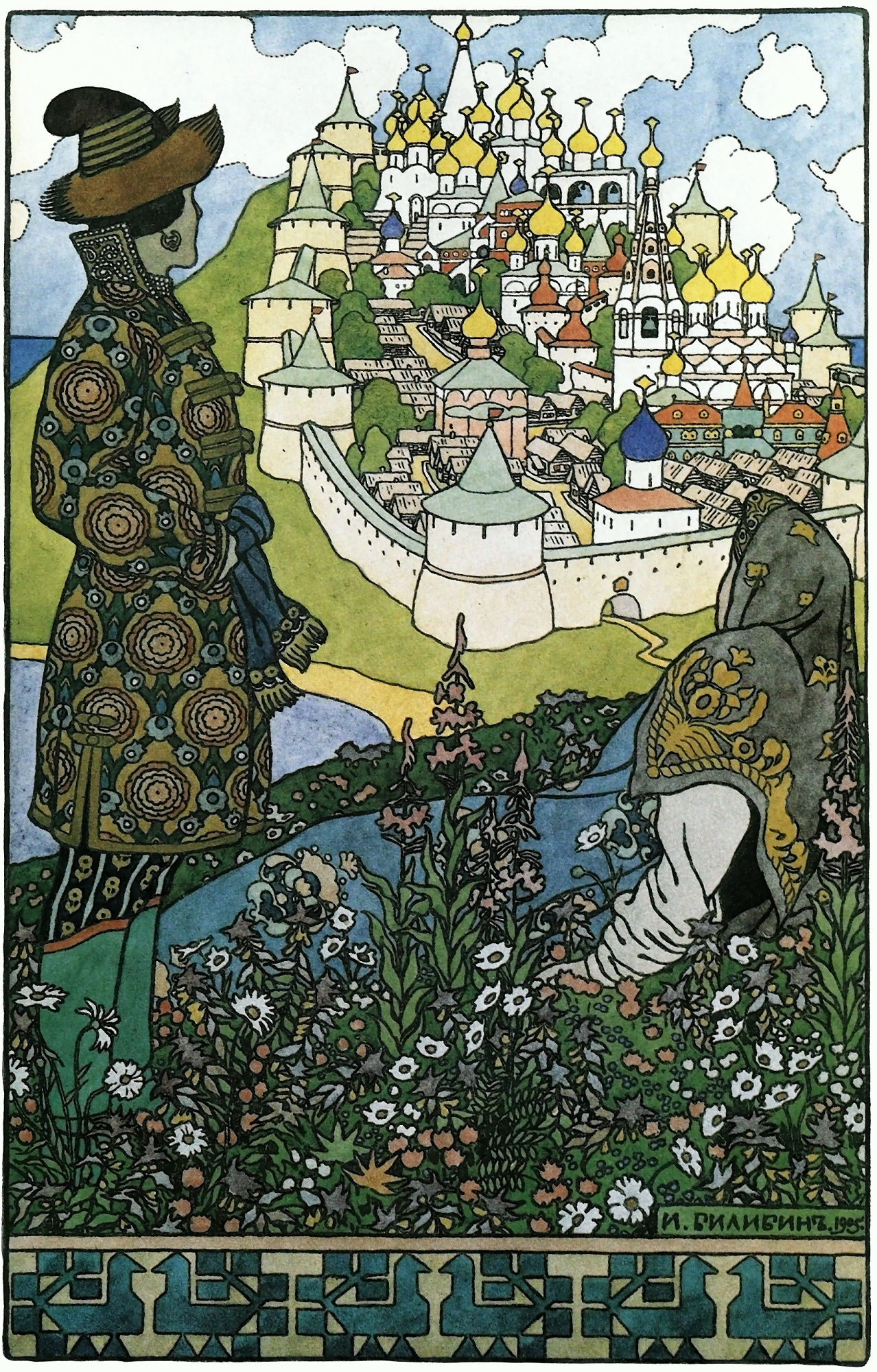
Ostrov Bujan od Ivana Bilibina

Pohádka o caru Saltánovi, o jeho synu, slavném a mohutném bohatýru Vítu Saltánoviči a o čarokrásné carevně Labuti  (1831, Сказка о царе Салтане, о сыне его славном и могучем богатыре князе Гвидоне Салтановиче и о прекрасной царевне Лебеди) je veršovaná pohádka ruského romantického básníka, prozaika a dramatika Alexandra Sergejeviče Puškina (1799–1837).

## Obsah pohádky
Car Saltán tajně poslouchá pod okny komory rozmluvu tří sester, které si povídají o tom, co by dělaly, kdyby se staly carevnami, a vezme si za ženu tu, která mu chce dát dědice. Obě starší sestry ovšem nejsou spokojené se svým údělem být v carském paláci kuchařkou a tkadlenou. Se zlou babou Baběnou se proto umlouvají, že až jejich nejmladší sestra porodí syna, pošlou carovi, který musel odjet do boje, psaní, že se mu narodila zrůda. Nakonec svými intrikami docílí toho, že je carevna i se svým synem Vítem (Kvidonem) ve smolném sudu hozena do moře.
Vlny donesly sud na ostrov Bujan. Carevna se svým synem, už dorostlým mládencem, ze sudu vystoupila. Carevič si udělá luk a hned vidí cíl: ohromného jestřába, který pronásleduje labuť. Zastřelí ho a slyší díky labutě a slib odměny. Nezastřelil totiž jestřába, ale zlého čaroděje, jenž dívku zaklel do labutě. Na ostrově se objeví z očarování osvobozené město, jehož obyvatelé občané nabízejí svému vysvoboditeli knížecí trůn a nabádají ho, aby pěstoval moudrost a krásu duše. Carevič ve slavném průvodu vstupuje do městských bran.
Carevič přesto touží po setkání s otcem. Na radu labutě se ponoří do moře a změněn v komára, letí na koráb, plující do Saltánova města. Zde v carské síni kupci vypravují o nádherném městě na ostrově Bujan. Car Saltán se chce na ostrov jet podívat, ale babizna Baběna mu vypráví o jiném divu, o veverce, která louská zlaté oříšky se smaragdovými jádry. Vít povídá o svém zážitku kouzelné labuti, ta mu vytouženou veverku vyčaruje.
Podruhé letí Vít za otcem v podobě mouchy. Car Saltán se opět chce na Bujan, kde žije zázračná veverka, podívat, ale babice mu povídá o jiném divu, o místě, kde z moře vystupují bohatýři se strýčkem Černomorem. Když se Vít navrátí do svého království, vypráví opět o tomto divu labuti.
Ta bohatýry dobře zná, protože to jsou její bratři, a posílá je k němu.
Potřetí se dostává Vít ke svému otci v podobě čmeláka. A zlé sestry s babicí opět odrazují cara Saltána od cesty na ostrov, tentokrát vyprávěním o překrásné carevně. Když se Vít vrátí smutně domů a vypráví o tom labuti, ta se změní v překrásnou carevnu, kterou si Vít vezme za ženu.
Když se car Saltán dozví, že na ostrově Bujan může vidět kouzelnou veverku, že tam z moře vystupují udatní bohatýři a že tam žije carevna, které se žádná jiná žena nevyrovná, konečně na ostrov odjede. Jaké je jeho překvapení, když se zde shledá s milovanou chotí a synem, manželem carevny Labutě. V radosti zlým sestrám i Baběně odpustí.

## Adaptace

### Hudba
Podle pohádky složil roku 1900 ruský skladatel Nikolaj Rimskij-Korsakov stejnojmennou operu.

### Film
- Pohádka o caru Saltánovi (1943, Сказка о царе Салтане), Sovětský svaz, režie Zinaida Brumbergová, animovaný film.
- Pohádka o caru Saltánovi (1966, Сказка о царе Салтане), Sovětský svaz, režie Alexandr Ptuško,
- Pohádka o caru Saltánovi (1984, Сказка о царе Салтане), Sovětský svaz, režie Ivan Ivanov-Vano a Lev Milčin, animovaný film.

## Česká vydání

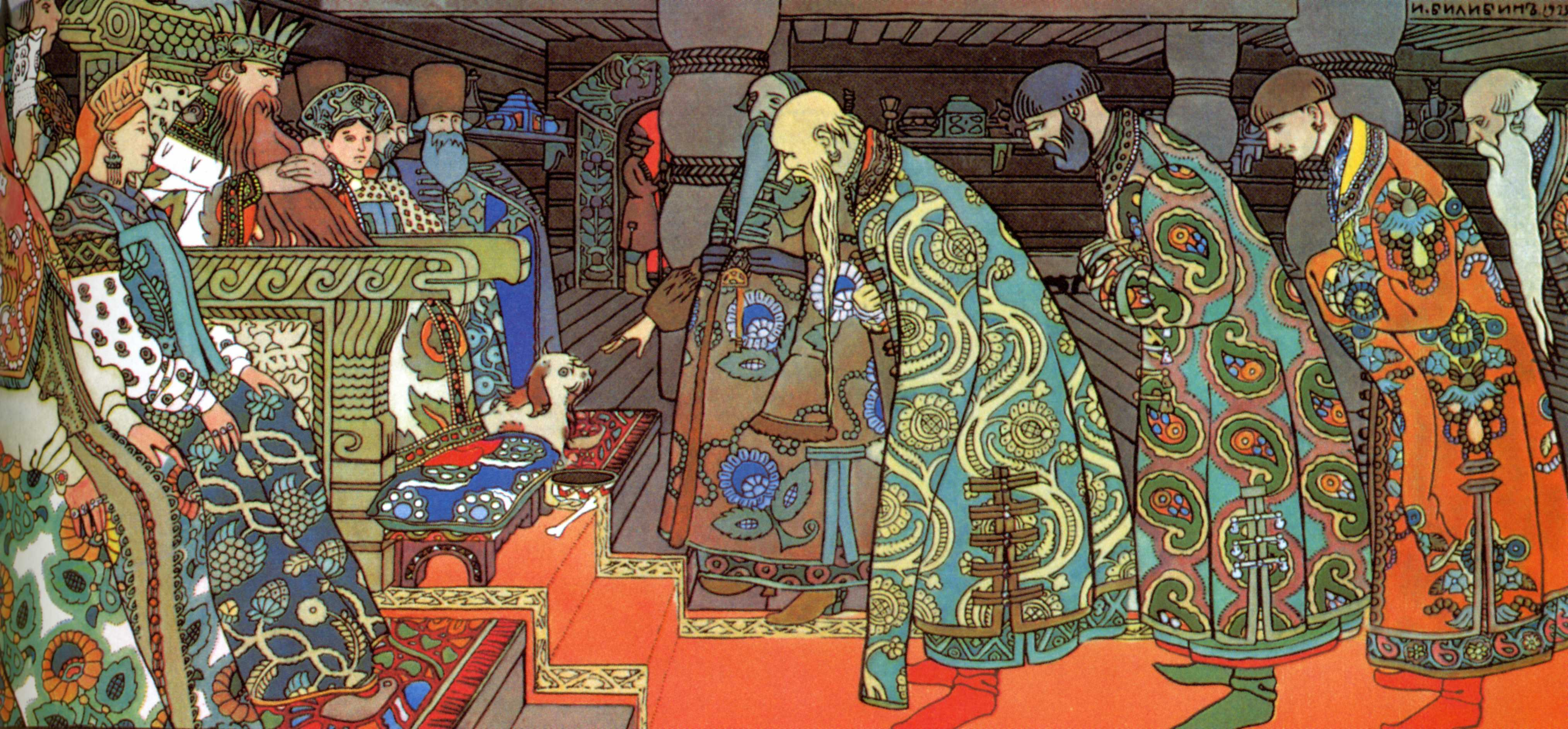
Ilustrace od Ivana Bilibina

- Sedmero pohádek, Alois Šašek, Velké Meziříčí 1904, přeložil Antonín Růžica, svazek obsahuje mimo jiné i Pohádku o caru Saltánovi,
- Pohádka o caru Saltánovi, slavném a mocném bohatýru knížeti Gvidonu Saltanoviči a o jeho krásné carevně Labuti, Spolek českých bibliofilů, Praha 1910, přeložil František Táborský, znovu Philobiblon, Praha 1927.
- Pohádky, Jan Otto, Praha 1930, přeložil František Táborský, svazek obsahuje mimo jiné i Pohádku o caru Saltánovi,
- Tři pohádky, Jaroslav Podroužek, Praha 1948, přeložil Pavel Eisner, svazek obsahuje mimo jiné i Pohádku o caru Saltánovi, znovu Svět sovětů, Praha 1949.
- Pohádka o caru Saltánovi, o jeho synu, slavném a velikém bohatýru, knížeti Kvidonu Saltánovi a o překrásné carevně Labuti, Orbis, Praha 1948, přeložil Ladislav Fikar, znovu SNDK, Praha 1956.
- Pohádky, Mladá fronta, Praha 1949, svazek obsahuje mimo jiné i Pohádku o caru Saltánovi v překladu Ladislava Fikara, znovu SNDK, Praha 1956 a 1963 a Albatros, Praha 1972,
- Výbor z díla III. – Lyrika, pohádky, poemy, Svoboda, Praha 1950, svazek obsahuje mimo jiné i Pohádku o caru Saltánovi v překladu Petra Křičky,
- Pohádka o caru Saltánovi, o jeho synu, slavném a mohutném bohatýru Vítu Saltánoviči a o čarokrásné carevně Labuti, SNDK, Praha 1963, přeložil Petr Křička,
- Pohádky a poemy, SNKLHU, Praha 1954, svazek obsahuje mimo jiné i Pohádku o caru Saltánovi v překladu Petra Křičky,
- Pohádky, Albatros, Praha 1981, přeložila Hana Vrbová, svazek obsahuje mimo jiné i Pohádku o caru Saltánovi, znovu Lidové nakladatelství, Praha 1984.
- Pohádky, Aventinum, Praha 1998, text upravil Vratislav Šťovíček, svazek obsahuje mimo jiné i Pohádku o caru Saltánovi.